# Aurora (álbum de Breaking Benjamin)
Aurora es un Álbum recopilatorio de la banda de rock estadounidense Breaking Benjamin. Es un álbum que presenta versiones acústicas de algunas canciones de álbumes anteriores, algunas de estas incluyen colaboraciones con otros artistas. Lanzado el  24 de enero de 2020.

## Lista de canciones
| N.º | Título                                                                     | Duración |  |
| 1.  | «So Cold (Aurora Version)»                                                 |          |  |
| 2.  | «Failure (Aurora Version)» (con Michael Barnes de Red)                     |          |  |
| 3.  | «Far Away» (con Scooter Ward de Cold)                                      |          |  |
| 4.  | «Angels Fall⁣ (Aurora Version)»                                             |          |  |
| 5.  | «Red Cold River (Aurora Version)» (con Spencer Chamberlain de Underoath⁣)   |          |  |
| 6.  | «Tourniquet⁣ (Aurora Version)»                                              |          |  |
| 7.  | «Dance with the Devil (Aurora Version)» (con Adam Gontier de Saint Asonia) |          |  |
| 8.  | «Never Again⁣ (Aurora Version)»                                             |          |  |
| 9.  | «Torn In Two⁣ (Aurora Version)»                                             |          |  |
| 10. | «Dear Agony (Aurora Version)» (con Lacey Sturm⁣)                            |          |  |

- Datos: Q83907689